# پوگوژلا (استان اوپوله)
پوگوژلا (به لهستانی:  Pogorzela) یک روستا در لهستان است که در گمینا اولشانکا (استان اوپوله) واقع شده‌است.